# Internazionali BNL d'Italia 2008
Giải quần vợt Ý Mở rộng 2008 (hay Rome Masters 2008 và Internazionali BNL d'Italia vì lý do tài trợ) là một giải quần vợt diễn ra trên sân đất nện ngoài trời. Đây là mùa giải thứ 65 của Rome Masters, và là một phần của ATP Masters Series của ATP Tour 2008, and của Tier I Series của WTA Tour 2008. Cả sự kiện nam và nữ đều diễn ra tại Foro Italico ở Rome, Ý, với sự kiện nam từ 5 tháng 5 đến 11 tháng 5 năm 2008, và sự kiện nữ từ 12 tháng 5 đến 18 tháng 5 năm 2008.

## Nhà vô địch

### Đơn nam
Novak Djokovic đánh bại  Stanislas Wawrinka 4–6, 6–3, 6–3
- It was Novak Djokovic's 3rd title của year, and his 10th overall. It was his 2nd Masters title của year, and his 4th overall.

### Đơn nữ
Jelena Janković đánh bại  Alizé Cornet 6–2, 6–2
- It was Jelena Janković's 1st title của year, and her 6th overall. It was her 1st Tier I title của year, her 3rd overall, and her 2nd consecutive win at the event.

### Đôi nam
Bob Bryan /  Mike Bryan đánh bại  Daniel Nestor /  Nenad Zimonjić 3–6, 6–4, [10–8]

### Đôi nữ
Yung-jan Chan /  Chia-jung Chuang đánh bại  Iveta Benešová /  Janette Husárová 7–6 (7–5), 6–3